# 髙橋和廣
髙橋 和廣（たかはし かずひろ、1978年12月4日 - ）は、日本のパラアイスホッケー（アイススレッジホッケー）の選手。パラアイスホッケー日本代表としてパラリンピックの4大会に出場している。東京アイスバーンズ所属。

## 来歴
東京都西東京市（旧保谷市）生まれ。小学6年生からアイスホッケーのジュニアクラブ（西武ホワイトベアーズ）に所属、盛岡中央高等学校在学時には3年連続でインターハイに出場した。
大学進学後もアイスホッケーを続けていたが、21歳の時にスノーボードの転倒事故により脊髄を損傷。退院後のリハビリとしてアイススレッジホッケーに出会う。当初はアイスホッケーとは勝手の違うアイススレッジホッケーに対応できず「面白くないスポーツだ」と感じていたが、徐々に競技にのめりこみ、1年後の2002年ソルトレークシティパラリンピックのアイススレッジホッケー日本代表に選出された。
その後、2006年トリノパラリンピック・2010年バンクーバーパラリンピックと3大会連続でパラリンピックに出場。2010年のバンクーバー大会では日本アイススレッジホッケー初の銀メダル獲得に貢献した。
2014年ソチパラリンピックは日本チームが予選敗退したため出場を逃したが、2018年平昌パラリンピックでは副主将として出場。日本チームの戦績は8位ではあったが、チームが挙げた3得点はすべて髙橋によるものだった。
千葉工業大学金属工学科卒業。西東京市役所勤務。